# 皇子山球場
マイネットスタジアム皇子山（マイネットスタジアムおうじやま）は、滋賀県大津市の皇子山総合運動公園にある野球場。正式名称は皇子山総合運動公園野球場。愛称は皇子山球場。1960年開場。高校野球や大学野球などに使用されている。施設は大津市が所有し、公益財団法人大津市公園緑地協会が指定管理者として運営管理を行っている。

## 沿革
1960年7月18日に開設。収容人数は10,000人。彦根市の県立彦根球場と共に全国高等学校野球選手権滋賀大会および秋季近畿地区高等学校野球滋賀県大会など県内で行われる主な高校野球の会場として利用されている。関西学生野球連盟や関西六大学野球連盟にも利用される。
球場建設から40年が経過し老朽化に伴って球場改築が決定。2002年から外野スタンドとスコアボードの整備に着手した。2004年10月から内野スタンド・グラウンド改築を開始、両翼91m・中堅118mのグラウンドは、プロ野球の球場として認められる公式規格に従って両翼100m・中堅122mに拡張した。2006年8月に竣工。内野スタンドは鉄筋コンクリート3階建てとなって10,000席を設置、スタンド内部に室内練習場を新設した。外野スタンド下に災害時用備蓄倉庫を設けた。環境に配慮して雨水利用設備も導入した。改修費は約34億円、総事業費は約40億円であった。2006年9月の第61回天皇賜杯全日本軟式野球大会が新球場のこけら落としとなった。
2011年4月に球場初の日本プロ野球(NPB)公式戦である埼玉西武ライオンズ対東北楽天ゴールデンイーグルスが行われた。
2022年3月12日に同球場のネーミングライツをマイネットが獲得し、球場名称が「マイネットスタジアム皇子山」となることが発表された。なお、ネーミングライツの契約期間は5年間である。また同日、2021年7月より改修工事が進められていた新スコアボードが披露された。

## プロリーグ開催実績

### NPB

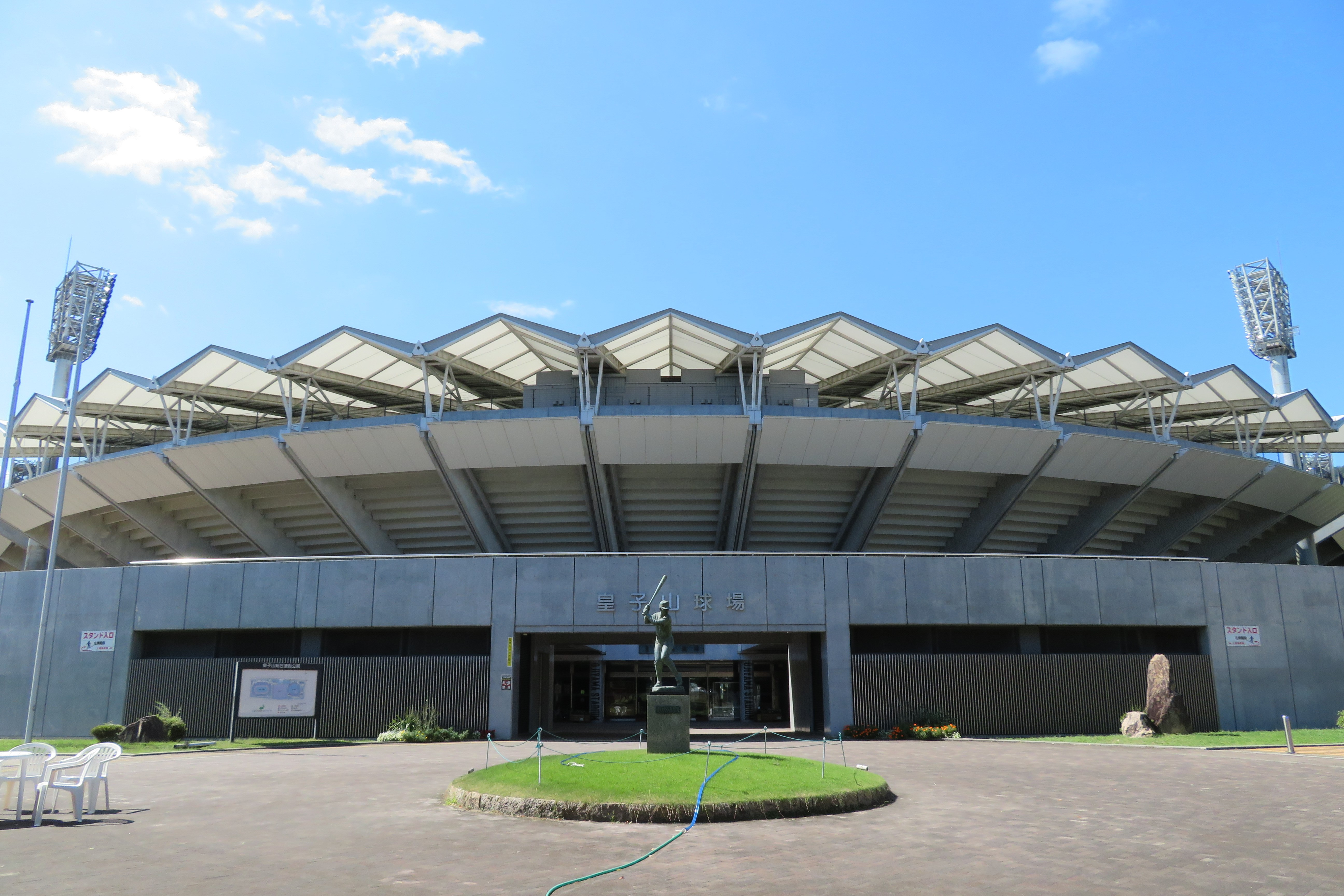
球場の外観

プロ野球は改修工事以前には西武ライオンズ主催のオープン戦が数試合開催された。
改修後にイースタン・リーグの読売ジャイアンツが主催試合を、阪神タイガースがオープン戦を開催した。
2011年の東日本大震災による計画停電実施のために、西武ドームの代替球場としてプロ野球12球団チャリティーマッチ -東日本大震災復興支援試合-2試合が組まれた。また同年4月の首都圏におけるナイター開催自粛を受けて、埼玉西武ライオンズ対東北楽天ゴールデンイーグルスの公式戦2試合が組まれ、うち1試合が開催 され、もう1試合は降雨ノーゲームとなった。翌2012年も4月19日に埼玉西武ライオンズ対北海道日本ハムファイターズ戦が開催され、日本ハムの植村祐介がプロ初勝利を挙げた。
- 1軍公式戦試合スコア・入場者数
  - 2011年4月26日 埼玉西武ライオンズ 0-2 東北楽天ゴールデンイーグルス 観衆：14,991人
  - 2012年4月19日 埼玉西武ライオンズ 2-3 北海道日本ハムファイターズ 観衆：14,811人

### 独立リーグ
初の独立リーグの試合は、2014年9月15日に開催された四国アイランドリーグplusの徳島インディゴソックス対香川オリーブガイナーズ戦（主催は徳島）である。この試合は、リーグがインターンシップ協定を締結した立命館大学スポーツ健康科学部を中心とした京都府・滋賀県の大学に在籍する学生が「試合の黒字化」を目標として運営に当たった
2017年にベースボール・チャレンジ・リーグに加入した滋賀ユナイテッドベースボールクラブが当シーズンのホーム開幕戦を実施した。2018年は開催がなく、2019年は2年ぶりに1試合を開催した。チーム名がオセアン滋賀ブラックスに変わった2020年は、当初日程では1試合の開催が予定されていたが、新型コロナウイルスの感染拡大に伴う日程変更でこのシーズンの開催はなかった。2021年は1試合が開催された。しかし、同チームが滋賀GOブラックスに改称して日本海オセアンリーグに所属する2022年の日程では試合が予定されず、実際にも開催はなかった。
このほか、2010年から日本女子プロ野球機構の兵庫スイングスマイリーズが主催試合を行っていた。

## 設備
内野スタンド 鉄筋コンクリート造3階建、外野スタンド 鉄筋コンクリート造2階建
- 両翼：100m、中堅：122m
- 収容人員：15,200人（内野：座席、外野：芝生席）
- スコアボード：電光式（3色LED表示）
- 照明設備：6基（最大照度：投捕間1800Lx、内野1000Lx、外野500Lx）